# Today's Zaman
O Today's Zaman ("Tempo [de] Hoje") foi um jornal diário turco de língua inglesa, fundado em 16 de janeiro de 2007. Embora de certa forma correspondesse à edição em inglês do jornal em turco do mesmo grupo, o Zaman, contava com uma equipa editorial própria independente e publicava regularmente suplementos sobre tópicos especializados. O jornal cobria tanto assuntos domésticos como internacionais.
Foi encerrado em 20 de julho de 2016 por um decreto do presidente e líder do Partido da Justiça e Desenvolvimento (AKP) Recep Erdoğan, cinco dias depois da tentativa de golpe militar. Na mesma altura foram emitidos mandatos de captura a 47 dos seus colaboradores.
Durante muito tempo, o jornal era geralmente visto como estando mais próximo do partido AKP do que o seu principal concorrente, o Hürriyet Daily News.[carece de fontes?]